# Wolf-Dietrich Großer
Wolf-Dietrich Großer (* 27. Dezember 1927 in Kreuzburg, Oberschlesien; † 6. Dezember 2016 in München) war ein deutscher Politiker (FDP). Von 1974 bis 1982 und von 1990 bis 1994 (8., 9. und 12. Legislaturperiode) gehörte er dem Bayerischen Landtag an.

## Leben
Großer wuchs als Sohn eines Försters in Oberschlesien auf. Um eine Einberufung bei der Waffen-SS zu umgehen, meldete er sich freiwillig bei der Kriegsmarine und geriet als Offizieranwärter in sowjetische Kriegsgefangenschaft (1945 bis 1948).
Anschließend absolvierte er eine Gärtnerlehre und studierte er an der Lehr- und Forschungsanstalt für Gartenbau Weihenstephan.
Von 1956 bis 1974 arbeitete er bei der Bayerischen Verwaltung der staatlichen Schlösser, Gärten und Seen, nach seinem Landtagsmandat von 1974 bis 1982 wurde er Oberamtsrat im Bayerischen Staatsministerium für Landesentwicklung und Umweltfragen.

## Politik
Wolf-Dietrich Großer trat 1966 der FDP Bayern bei und arbeitete 1971 an den Freiburger Thesen mit.
Er war Ehrenvorsitzender der FDP Oberbayern.

## Öffentliche Ämter
Großer wurde bei der Landtagswahl 1974 über die Bezirksliste Oberbayern in den Bayerischen Landtag gewählt. Er gehörte dem Ausschuss für Landesentwicklung und Umweltfragen an Nach dem Scheitern der FDP an der Fünf-Prozent-Hürde bei der Landtagswahl 1982 schied er erstmals aus dem Landtag aus. Nach der Landtagswahl 1990 zog die FDP wieder in das Maximilianeum wieder für eine Legislaturperiode ein. Er war in dieser Wahlperiode wieder Mitglied des Ausschusses für Landesentwicklung und Umweltfragen sowie Mitglied des Ausschusses für Fragen des öffentlichen Dienstes. Als stellvertretendes Mitglied gehörte er 1990 bis 1994 dem Untersuchungsausschuss „Gauweiler“ und dem Zwischenausschuss an.
Er war Mitglied des Oberschleißheimer Gemeinderates und 2. Bürgermeister sowie Mitglied des Kreistages von München-Land.

## Ehrungen und Auszeichnungen
- Bayerischer Verdienstorden
- Denkmalschutzmedaille des Freistaates Bayern
- Bayerische Umweltmedaille
- Kommunale Verdienstmedaille
- Ehrenring des Landkreises München